# Fañch Peru
Fañch Peru   (Ploubezre, 8 de febrer de 1940 - Lannion, 13 de gener de 2023) fou un escriptor i polític bretó. Treballà com a professor a Landreger, on també s'encarregà del Cercle Culturel Ernest Renan. Ha escrit nombrosos articles a revistes en bretó com Brud, Ar Falz, Pobl Vreizh. La seva obra ha estat publicada a l'editorial Skol Vreiz.
Fou alcalde del municipi de Berhet (Costes del Nord) per la Unió Democràtica Bretona de 1983 a 2001.

## Obres
- Bugel ar c'hoad- 1989
- Enezenn an eñvor - 1994
- Eñvorennoù Melen ki bihan rodellek - 2002
- Etrezek an aber sall - 1995
- Eus an aod vev d'ar c'hoad don
- Glizarc'hant - 1988
- Gwennojennoù hon huñvreoù
- Teñzor run ar gov - 1988
- Ur c'huzhiad avaloù douss-trenk - 1985